# جرج دزوندزا
جرج دزوندزا (به انگلیسی: George Dzundza) (زاده ۱۹ ژوئیهٔ ۱۹۴۵) بازیگر آمریکایی است.
از فیلم‌های معروف او می‌توان به بازی در فیلم شهر ساحلی، بدون تشکر، هیچ راهی وجود ندارد، نشنال لمپون آدام و ایو و زن قصاب اشاره کرد.